# سان جوريو دي سوسا
سان جوريو دي سوسا (بالفرنسية: Saint-Joire)‏ هي بلدية في مدينة تورينو الحضرية، في منطقة بيمنتة الإيطالية، وتقع على بعد حوالي 45 كم من مدينة تورينو. كم غرب تورينو .
تقع سان جوريو دي سوزا على حدود البلديات التالية: بروزولو، شيانوكو، بوسولينو، سان ديديرو، فيلار فوكياردو [الإنجليزية]، كوازي، رور .
قام الملك إدوارد الأول ملك إنجلترا بزيارة قلعة سان جوريو دي سوسا في عام 1273 في طريق عودته من الحملة الصليبية. نُسخت القمم الثلاثة المميزة للشرفات لاحقًا في قلعة كونوي في ويلز.